# Conjunt de cases al carrer Joaquim Ruhi
El Conjunt de cases al carrer Joaquim Ruhi és una obra de Palafolls (Maresme), inclosa a l'Inventari del Patrimoni Arquitectònic de Catalunya.

## Descripció
El carrer, anomenat històricament de Dalt, va ser format a la segona meitat del segle xviii. Originàriament només hi havia cases a una banda de carrer, a l'altra banda hi tenien les eixides, ara moltes també convertides en noves cases. El carrer té una forma sinuosa degut a que segueix el traçat d'un camí que creuava la finca originaria propietat de la família Mateu. Aquesta va començar a establir al 1762 tota una serie de cossos donant origen al carrer. Les façanes de les cases es van fer a peu de l'antic camí, quedant els cossos partits en dos, casa a una banda i eixida a l'altra. La peça del Mateu procedia de la venda a parts de la quintana del mas Tossell de les Boïgues, venut a part a finals del segle xvii. La masia també fou venuda i dividida en tres parts, donant a dues cases actuals, ara molt trasnsformades, can Mateu i can Calau. Aquesta última encara conserva l'era de l'antic mas Tossell de les Boïgues, últim vestigi del mas.